# Fibra alimentare
La fibra alimentare è una componente degli alimenti derivata dalle piante, non digeribile dallo stomaco e dall'intestino tenue. È invece parzialmente digeribile dal colon.
La sua presenza nella dieta è fondamentale per la salute.
Gran parte della fibra alimentare fa parte della classe dei carboidrati, ma non solo.

## Definizioni
Non tutti riconoscono univocamente tutte le classi di sostanze appartenenti alla categoria della fibra alimentare. In origine, la fibra alimentare venne definita come "lo scheletro rimanente della parete cellulare delle piante, resistente agli enzimi digestivi del corredo umano". Questa definizione escludeva alcuni polisaccaridi introdotti con la dieta come additivi come la cellulosa modificata, le gomme delle piante. In seguito vennero introdotte nella classe delle fibre anche altre sostanze, ovvero la lignina e tutti i tipi di polisaccaridi che non sono digeribili dall'uomo.
Allo stato non è stato trovato un accordo unanime per cui esistono una definizione fisiologica e una chimica.
- Definizione fisiologica: "la fibra alimentare è la componente dietetica resistente alla degradazione da parte degli enzimi del corredo enzimatico."[2]
- Definizione chimica: "la fibra alimentare è la somma dei polisaccaridi di origine non amidacea e della lignina."[2]

## Proprietà chimico-fisiche
Le proprietà chimico-fisiche più peculiari delle fibre sono:
- Capacità di trattenere l'acqua
- Elevata viscosità
- Capacità di scambio di cationi
- Capacità di fermentare

### Composizione chimica
La fibra alimentare è generalmente riferita a polisaccaridi non amidacei, ma vengono considerate spesso "fibra" anche sostanze non fibrose di ballasto alimentare (ad esempio pectina), oltre a sostanze non glucidiche che compongono le pareti delle cellule vegetali come lignina, esteri fenolici, cutina, materiali cerosi, suberina.
I diversi componenti della fibra sono:
- Cellulosa
- Chitina e chitosano
- β-glucani
- Gomme (guar, xantano, ecc)
- Emicellulosa
- Inulina, oligofruttosio, fruttoligosaccaridi
- Pectina
- Glucomannano
- Polidestrosio, polioli
- Destrine resistenti
- Amido resistente (RS1, RS2)
- Esteri fenolici
- Cutina
- Cere
- Suberina

## Classificazione
Le fibre alimentari si possono distinguere in:
- solubili: se si dissolvono in acqua;
- insolubili: se non si dissolvono in acqua.

La maggior parte dei cibi vegetali contiene fibre solubili e insolubili in differente proporzione.

### Fibra solubile[2][3][5]
Alla classe delle fibre solubili appartengono:
- Polisaccaridi a basso peso molecolare
- Inulina
- Oligosaccaridi
- Galattooligosaccaridi
- Fruttooligosaccaridi
- β-glucani
- Pectine
- Gomme
- Mucillagini
- Amido resistente (RS1, RS2)

Sono presenti in:
- crusca di avena
- orzo perlato
- legumi
- patate
- frutta secca
- albicocca
- mela
- riso integrale

Hanno un'elevata capacità di idratazione.
I principali effetti sull'organismo sono:
- maggiormente fermentabili ad opera della microflora batterica presente nell'intestino crasso;
- interagiscono con il contenuto del lume intestinale tramite meccanismi osmotici;
- aumentano la viscosità del contenuto intestinale;
- hanno caratteristiche prebiotiche, ovvero in grado di stimolare selettivamente la crescita e/o l'attività metabolica di una serie di gruppi di microbi importanti per il regolare funzionamento dell'organismo;
- producono acidi grassi a corta catena (SCFA, Short Chain Fatty Acids), tra i quali acetato, propionato, butirrato (quest'ultimo considerato il substrato energetico preferito per gli enterociti del colon);
- riducono l'assorbimento di glucosio, colesterolo e sali biliari;
- riducono l'indice glicemico dei cibi glucidici;
- non vengono escrete.

### Fibra insolubile[2][3][4][5]
Alla classe delle fibre insolubili appartengono:
- Polisaccaridi ad alto peso molecolare
- Cellulosa
- Emicellulose
- Lignina
- Polidestrosio

Sono principalmente presenti in: 
- maggior parte dei cereali integrali
- pane integrale
- crusca di grano
- orzo intero
- verdure
- ceci
- fagioli
- fave
- piselli

- radicchio rosso
- melanzane
- carote
- farine
- pera
- cipolla[senza fonte]

I principali effetti sull'organismo sono:
- assorbe e trattiene acqua all'interno del lume intestinale;
- trattiene gas all'interno del lume intestinale;
- aumenta il volume e la morbidezza della massa fecale;
- aumenta la velocità di transito della massa fecale;
- pulisce l'intestino;
- quasi totalmente escreta.

## Disponibilità

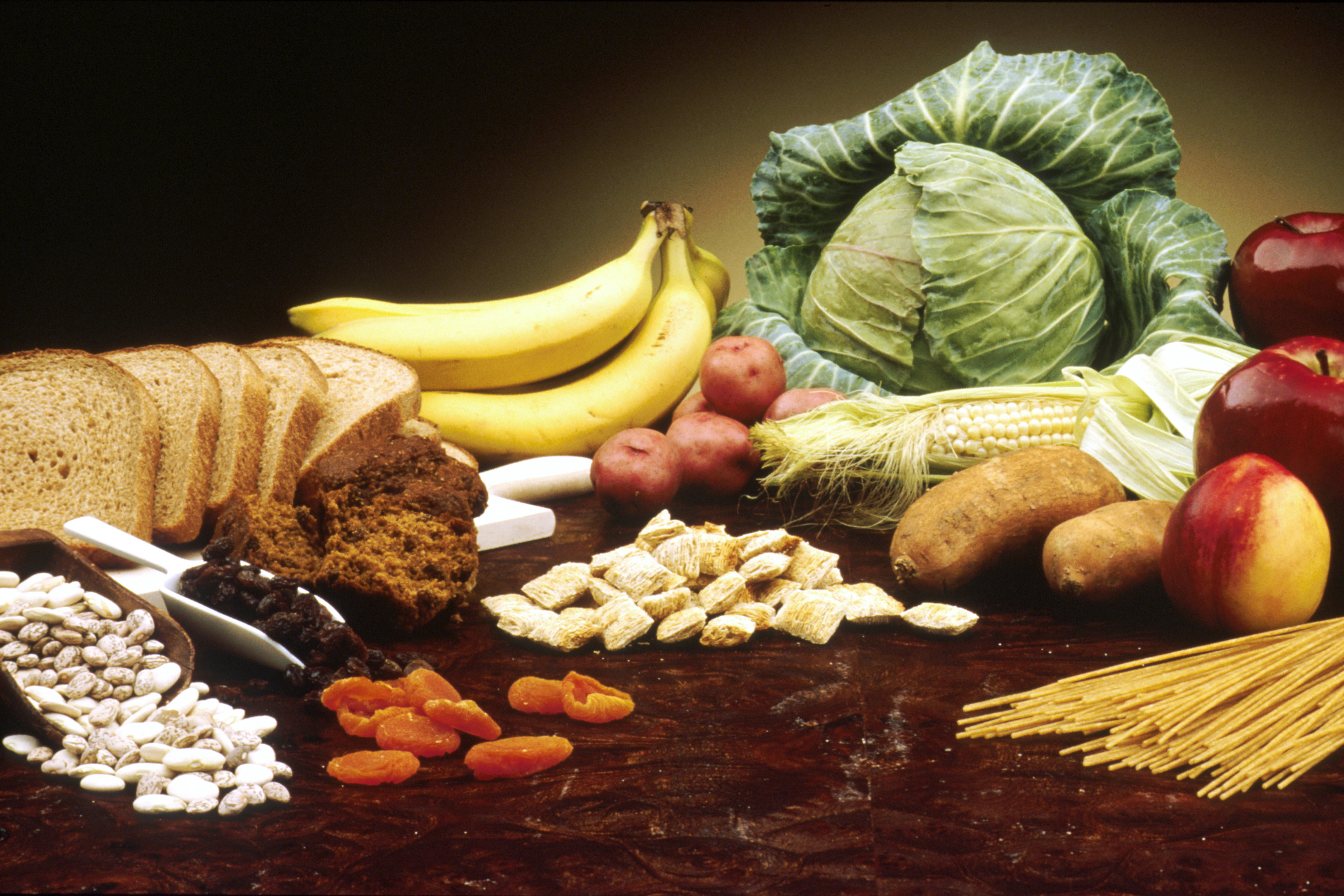
Esempi di alimenti ricchi di fibre: frutta, semi e verdure.

Nella maggior parte dei casi, la fibra alimentare costituisce la parete cellulare delle piante, ma è presente anche nel parenchima e in alcune secrezioni vegetali.
Alimenti ad alto contenuto di fibra sono:
- Frutta
- Verdura
- Legumi secchi
- Cereali
- Crusca
- Funghi secchi
- Pane integrale
- Pasta integrale
- Farina d'avena
- Farina integrale
- Frutta secca
- Castagne secche
- Lamponi
- Ribes

## Effetti sulla salute
Pur non potendosi considerare un nutriente, la fibra alimentare esercita effetti di tipo funzionale e metabolico che la fanno ritenere un'importante componente della dieta umana. Oltre che all'aumento del senso di sazietà e al miglioramento della funzionalità intestinale e dei disturbi ad essa associati (stipsi, diverticolosi), l'introduzione di fibra con gli alimenti è stata messa in relazione alla riduzione del rischio per importanti malattie cronico-degenerative, in particolare i tumori al colon-retto (in parte spiegata dalla diluizione di eventuali sostanze cancerogene e dalla riduzione del loro tempo di contatto con la mucosa), il diabete e le malattie cardiovascolari (in parte per una riduzione dei livelli ematici di colesterolo).
I principali effetti del consumo di fibra alimentare sull'organismo sono:
- Contenendo delle sostanze inibitrici degli enzimi digestivi, rallentano e diminuiscono l'assimilazione dei nutrienti
- Aumento del senso di sazietà
- Miglioramento della motilità intestinale
- Non avendo valore calorico, riducono l'indice glicemico dei carboidrati
- Riduzione del rischio di malattie cardiovascolari e di tumore al colon.

## Fabbisogno

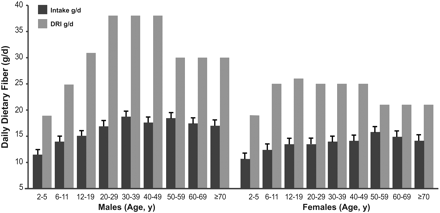
Scompenso tra l'assunzione giornaliera di fibre attuale e raccomandata negli USA (Institute of Medicine - Food and Nutrition Board, 2005).

La raccomandazione dietetica per l'assunzione di fibre alimentari per un individuo adulto è di 25 g al giorno.

## Analisi chimica
In considerazione dell'importanza della conoscenza del contenuto in fibra alimentare e delle sue componenti solubile ed insolubile per la valutazione differenziata del loro effetto biologico ed eventualmente per la finalizzazione di un loro possibile impiego, particolare attenzione va posta alle metodiche analitiche utilizzate per la valutazione del contenuto di fibra negli alimenti.